# 1.1.1.1
1.1.1.1 هي خدمة بديلة لنظام أسماء النطاقات مجانية من شركة كلاود فلير. تم الإعلان عن الخدمة في 1 أبريل 2018. وفي 11 نوفمبر 2018، أعلنت كلاود فلير عن تطبيق 1.1.1.1 لأجهزة أندرويد وآي أو إس.

## الخدمة
تقوم خدمة 1.1.1.1 بتشغيل خوادم للاستخدام العام على عناوين بروتوكول الإنترنت المدرجة أدناه. يتم توجيه العملاء إلى أقرب خادوم من أجل السرعة. والخدمة متوفرة لمستخدمي شبكة تور أيضًا. يمكن للمستخدمين إعداد الخدمة يدويًا من خلال تغيير إعدادات نظام أسماء النطاقات في نظام التشغيل، أو تثبيت تطبيق 1.1.1.1 والذي يقوم بإعدادها تلقائيًا.
|                                                                      | 1.1.1.1                                          | 1.1.1.1 للعوائل                               | 1.1.1.1 للعوائل                             |
| -------------------------------------------------------------------- | ------------------------------------------------ | --------------------------------------------- | ------------------------------------------- |
| حظر بنظام أسماء النطاقات (DNS filtering)                             | لا                                               | نعم                                           | نعم                                         |
| التأكيد على إضافات أمان نظام أسماء النطاقات (DNSSEC)                 | نعم                                              | نعم                                           | نعم                                         |
| من خلال نظام أسماء النطاقات على بروتوكول نقل النص الفائق الآمن (DoH) | https://cloudflare-dns.com/dns-query             | https://security.cloudflare-dns.com/dns-query | https://family.cloudflare-dns.com/dns-query |
| من خلال نظام أسماء النطاقات على بروتوكول طبقة المقابس الآمنة (DoT)   | 1dot1dot1dot1.cloudflare-dns.com one.one.one.one | security.cloudflare-dns.com                   | family.cloudflare-dns.com                   |
| من خلال الإصدار الرابع من بروتوكول الإنترنت (IPv4)                   | 1.1.1.1 1.0.0.1                                  | 1.1.1.2 1.0.0.2                               | 1.1.1.3 1.0.0.3                             |
| من خلال الإصدار السادس من بروتوكول الإنترنت (IPv6)                   | 2606:4700:4700::1111 2606:4700:4700::1001        | 2606:4700:4700::1112 2606:4700:4700::1002     | 2606:4700:4700::1113 2606:4700:4700::1003   |

أطلقت كلاود فلير في سبتمبر 2019 خدمة وارب، وهي عبارة عن شبكة خاصة افتراضية مضمنة مع تطبيق 1.1.1.1 للأجهزة المحمولة.

## الاستخدام السابق للعنوان
لاحظت بعض مواقع التقنية بأنه في حال استخدام 1.1.1.1 كعنوان بروتوكول الإنترنت، فإن كلاود فلير قد كشفت عن تكوينات خاطئة لإعدادات بعض الأجهزة والتي تنتهك معايير الإنترنت. لم يكن عنوان 1.1.1.1 محجوزًا، ولكن مع ذلك فإن العديد من الموجهات (غالبًا تلك التي تبيعها سيسكو سيستمز) من أجل استضافة صفحات تسجيل الدخول، مما يجعل الوصول الصحيح إلى 1.1.1.1 مستحيلًا على تلك الأجهزة. إضافة إلى ذلك، فإن 1.1.1.1 محظور على العديد الشبكات من قبل بعض مزودي خدمة الإنترنت لأغراض الاختبار. أدت تلك الاستخدامات الخاطئة لتدفق كم هائل من البيانات المهملة إلى خوادم كلاود فلير.
تم إعطاء حقل عنوان بروتوكول الإنترنت 1.0.0.0/8 لمركز معلومات شبكات آسيا والمحيط الهادئ في 2010، وقبل ذلك كان النطاق غير مستخدم.[بحاجة لمصدر]

## روابط خارجية
الموقع الرسمي